# Bernard Traimond
Bernard Traimond (né à Soustons en 1944) est un enseignant-chercheur d'anthropologie français.

## Présentation
Bernard Traimond passe en 1982, une thèse pour le doctorat de 3e cycle en Anthropologie sociale et historique de l'EHESS intitulée « La sociabilité rurale landaise - Histoire et structure - XVIIIe et XIXe siècles ». 
Professeur émérite d'anthropologie à l'Université de Bordeaux,  membre correspondant de la Real Academia de Ciencias Morales y Politicas de Madrid, Bernard Traimond dirige avec Éric Chauvier, la collection « Des mondes ordinaires » chez Le Bord de l'eau.
À partir d'enquêtes sur les Landes de Gascogne où il est né et où il vit, constatant que les informations utilisées par les anthropologues de l'enregistrement de paroles au texte publié passent tôt ou tard par le langage, il a orienté ses recherches dans trois directions :
- la première s'attachait à enquêter sur des objets qui échappaient traditionnellement à l'anthropologie. Leur étude veut montrer ce qu'elle pourrait apporter de nouveau à des sujets rebattus. Il a donc travaillé entre autres sur la monnaie ou l'orthographe française ;
- il a voulu ensuite contribuer à dénoncer ce qu'il perçoit comme des faiblesses de l'anthropologie en insistant sur la nécessité de critiquer les sources qu'elle utilisait ou en essayant de tirer toutes les conséquences de ses manières d'enquêter notamment avec le magnétophone ;
- enfin il a insisté sur la nécessaire attention au détail des discours recueillis et sur les modalités utilisées pour en rendre compte. Pour cela, il a emprunté à l'anthropolinguiste américain Alessandro Duranti le terme d'ethnopragmatique afin de désigner la direction dans laquelle s'engage actuellement une partie de l'anthropologie, examiner les discours recueillis par ses enquêtes au moyen de la pragmatique du langage.

Deux ouvrages évoquent ses activités académiques :
- Colette Milhé, Comment je suis devenue anthropologue et occitane, Lormont, Le Bord de l'eau, 2011[2] ;
- Éric Pereira et Yann Beldame, In Situ. Situations, interactions et récits d'enquêtes, Paris, L'Harmattan, 2016[3].

Bernard Traimond anime un cours libre à la Faculté d'anthropologie de l'Université de Bordeaux, collabore régulièrement à Quinzaines et participe au blog antropologiabordeaux.

## Ouvrages
- Le Pouvoir de la maladie. Magie et politique dans les Landes de Gascogne, 1750-1826, Bordeaux, Presses Universitaires de Bordeaux, 1989.
- Les Fêtes du taureau. Essai d’ethnologie historique, Bordeaux, AA éditions, 1996.
- Vérités en quête d’auteurs. Essai sur la critique des sources en anthropologie, Bordeaux, William Blake and C° et Art & Arts Éditions, 2000.
- Une cause nationale : l’orthographe française. Éloge de l’inconstance. Paris, Presses Universitaires de France, Collection Ethnologies, 2001.
- La mise à jour. Introduction à l’ethnopragmatique, Pessac, Presses Universitaires de Bordeaux, Études culturelles, 2004.
- L'anthropologie à l'époque de l'enregistreur de paroles, Bordeaux, William Blake and C° et Art & Arts Éditions, 2008.
- L'économie n'existe pas, Lormont, Le Bord de l'eau, Documents, 2011.
- Penser la servitude volontaire. Un anthropologue de notre temps, Gérard Althabe, Lormont, Le Bord de l'eau, 2012.
- Qu'est-ce que l'ethnopragmatique ? Pessac, Presses Universitaires de Bordeaux, Etudes culturelles, 2016.
- Anthropologue dans la Lande, Dax, Société de Borda, 2017.
- Rugby, Palombes, Cercles... l'art de créer du lien. La sociabilité rurale landaise, Morlaàs, Cairn, 2019.
- Les chasses aux sangliers. Se confronter au sauvage, Morlaàs, Cairn,  2021.
- Anthropologie de situations. L'influence de Jean-Paul Sartre, Bordeaux, William Blake and C°. 2023